# Корпорация «Еда»
«Корпорация „Еда“» (англ. Food, Inc.) — американский документальный фильм 2008 года, исследующий производство различных продуктов в США, рассказывающий, что почти все продукты в магазинах Америки продаются потребителям по чрезмерно завышенным ценам, а сами при этом экологически небезопасны и вредны для здоровья человека. Фильм вызвал сильную негативную реакцию со стороны корпораций, занятых в производстве продуктов питания.

## Сюжет
Теглайны: «You’ll never look at dinner the same way again» (рус. «Вы никогда больше не посмотрите на свой ужин прежним взглядом») и «Hungry For Change?» (рус. «Изголодались по переменам?»).
Первая часть фильма исследует промышленное производство мяса: курятины, говядины и свинины. Показывается, насколько это негуманный, неэкологичный, но экономный процесс.
Вторая часть фильма исследует промышленное производство зерна и овощей (особенно кукурузы и сои). Также показана неэкологичность, но экономность процесса.
Последняя часть фильма рассказывает о корпорациях, занятых промышленным производством продуктов питания: о законах, позволяющим им поставлять потребителю дешёвую, но опасную пищу; об используемых ими химикатами и удобрениями на нефтяной основе (пестициды); о продвижении в массы привычки к неправильному и нездоровому питанию среди американцев.

## Создание
Фильм создавался на протяжении трёх лет. Большу́ю часть выделенного бюджета режиссёр Кеннер истратил на юридическую защиту от многочисленных исков со стороны производителей продуктов питания, пестицидов, удобрений, и других корпораций, раскритикованных в его фильме.
В производстве картины принимала активное участие компания «англ. Participant Media», снявшая в 2006 году нашумевший фильм «Неудобная правда».
Майкл Поллан, сыгравший одну из главных ролей, также был и консультантом фильма. Второй главный актёр — Эрик Шлоссер — стал сопродюсером картины.
Для маркетингового продвижения фильма были предприняты активные действия:
- В мае 2009 года была выпущена книга «Корпорация „Еда“: Инструкция к действию: Как промышленные производители продуктов питания делают нас более больными, более полными и более бедными, и что Вы можете с этим поделать» (Food Inc.: A Participant Guide: How Industrial Food Is Making Us Sicker, Fatter, and Poorer — And What You Can Do About It)[5][6][7]
- В июне 2009 года производитель «живых» йогуртов «англ. Stonyfield Farm» напечатал рекламу фильма на 10 миллионах крышечках своей продукции[8][9]
- Также в продвижении фильма участвовали «экологически чистые» компании «англ. Annie's Homegrown», «Late July Organic Snacks», «англ. Newman's Own» и «англ. Organic Valley»[8].

## Показ
- Премьерный показ фильма состоялся в Канаде 7 сентября 2008 года на кинофестивале в Торонто; широкий экран — 19 июня 2009 (ограниченный показ)
- Германия — 8 февраля 2009, Международный кинофестиваль в Берлине
- Аргентина — 27 марта 2009, Международный кинофестиваль независимого кино в Буэнос-Айресе; 8 ноября 2009, Кинофестиваль в Мар-дель-Плате
- Гонконг — 27 марта 2009, Международный кинофестиваль в Гонконге; широкий экран — 4 июня 2009
- США — 3 апреля 2009, кинофестиваль в Висконсине; широкий экран — 12 июня 2009 (ограниченный показ); 15 октября 2009 — кинофестиваль в Нью-Гэмпшире
- Нидерланды — 7 января 2010, премьера DVD
- Швеция — 29 января 2010
- Великобритания — 12 февраля 2010
- Бельгия — май 2010, Международный фестиваль документального кино в Довиле
- Дания — 5 мая 2010
- Мексика — 4 июня 2010
- Словения — 25 августа 2010[10]

Кроме того:
- в феврале 2009 года фильм был показан на кинофестивале «Правда или Ложь» в городе Колумбия, штат Миссури[11]
- в течение весны 2009 года фильм был показан на нескольких кинофестивалях в Нью-Йорке, Лос-Анджелесе и Сан-Франциско[12][13]

Фильм был негативно принят такими крупными производителями продуктов питания, как «англ. Tyson Foods», «англ. Smithfield Foods», «англ. Perdue Farms» и другими, а также транснациональной корпорацией «Monsanto Company» — производителем генетически модифицированных семян. В ответ на обвинения в адрес фильма «Альянс компаний — производителей продуктов питания» (Alliance of food production companies) во главе с Американским Институтом мяса создали сайт SafeFoodInc.org. Monsanto Company ответила созданием собственного сайта противоположной, естественно, направленности.

## Критика
Фильм был принят критиками с восторгом: комбинированный рейтинг в 97 % на Rotten Tomatoes, 80 из 100 баллов на Metacritic'e. Положительные отзывы прозвучали в газетах «англ. Staten Island Advance», «англ. Toronto Sun», «англ. The San Francisco Examiner», «Los Angeles Times», «Montreal Gazette», «англ. St. Louis Post-Dispatch», «англ. San Francisco Chronicle». Впрочем, были более сдержанные, даже негативные отзывы: в журнале «Forbes» и газете «The Washington Times».

## Награды и номинации
- Фильм занял четвёртое место на 35-м Международном кинофестивале в Сиэтле[29]
- Фильм вошёл в пятёрку претендентов на получение премии «Оскар» на 82-й церемонии награждения в категории «Лучший документальный фильм»[30], но награда была отдана фильму «Бухта»[31].